# Heteranthelium piliferum
Heteranthelium piliferum är en gräsart som först beskrevs av Daniel Carl Solander, och fick sitt nu gällande namn av Ferdinand von Hochstetter, Hippolyte François Jaubert och Édouard Spach. Heteranthelium piliferum ingår i släktet Heteranthelium och familjen gräs. Inga underarter finns listade i Catalogue of Life.